# Odd Hølaas

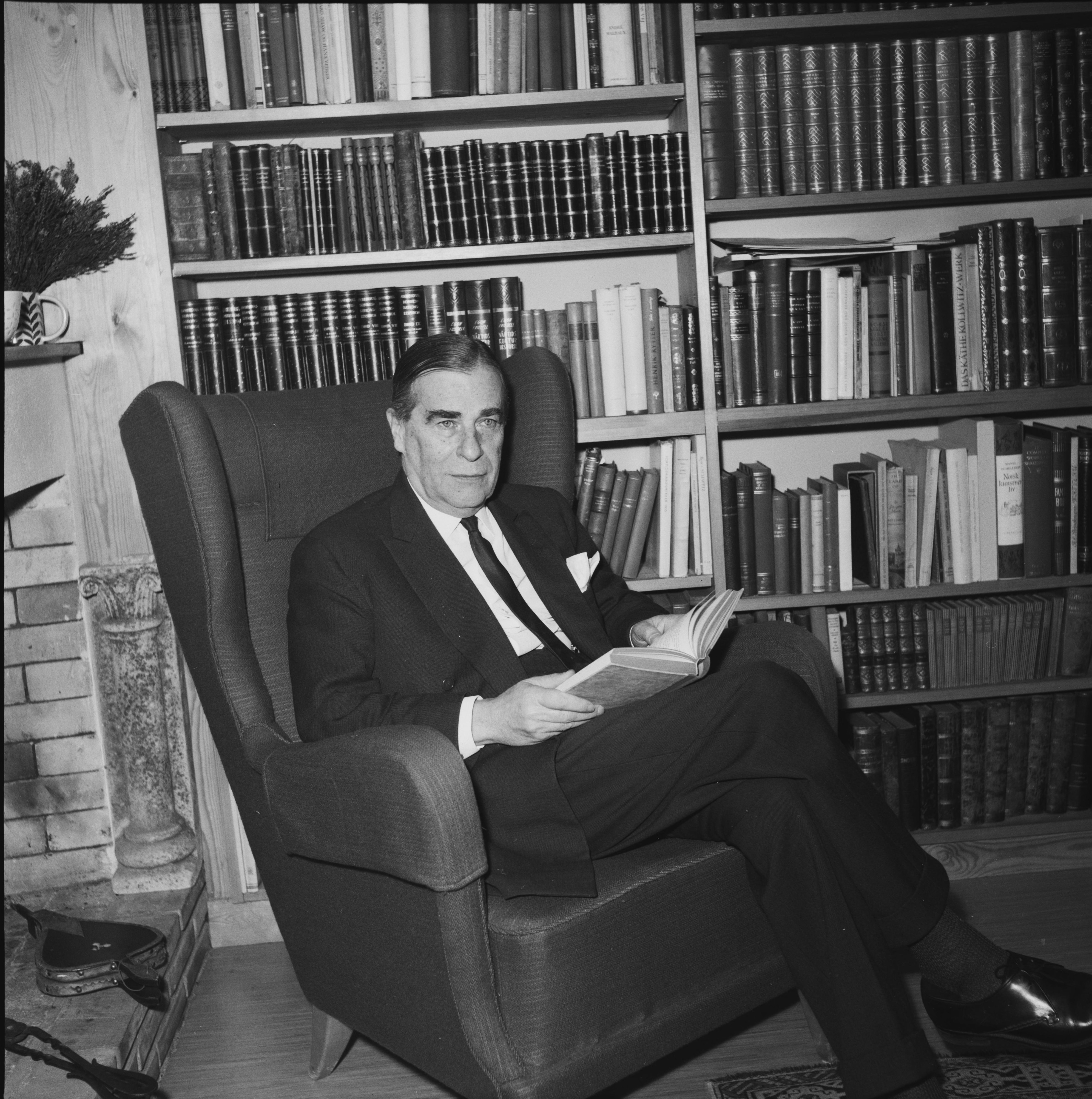
Odd Hølaas

Oddleiv Sigurd Bang Hølaas, (känd som Odd Hølaas), född 1898 i Kristiansand, död 1968, var en norsk journalist och författare.
Han arbetade som journalist i Nationen och Tidens Tegn, var pressattaché i Köpenhamn från 1946 till 1950, kulturattaché i Washington D.C. från 1951 till 1956, efter det arbetade han för Dagbladet och var spaltist i veckotidningen Aktuell. 1968 nominerades han till Nordiska rådets litteraturpris för essäsamlingen Livstegn og speilinger, som bland annat handlar om Ku Klux Klan och de förhållanden som afroamerikanerna i sydstaterna i USA levde under.